# Preparato istologico
Per preparato istologico si intende una porzione di tessuto animale o vegetale adatta ad essere analizzata tramite microscopio ottico o elettronico.
Perché tale osservazione sia possibile, tuttavia, i tessuti devono essere lavorati e trattati in vari modi: devono essere tagliati in strisce sottilissime, così da poter essere attraversati dalla luce, possono essere colorati in vari modi, così da poter essere più facilmente riconoscibili e distinguibili, e possono infine essere fissati in modo da prevenirne la decomposizione e permetterne la conservazione per analisi successive. 

## Preparato a fresco
Per preparato a fresco si intende un preparato che viene allestito per una singola osservazione o al massimo per osservazioni subito successive. Si prepara ponendo il campione su una goccia d'acqua preventivamente posizionata su di un vetrino portaoggetti e ricoperto con un vetrino coprioggetti.
La caratteristica principale di un preparato a fresco è che non viene fissato, quindi non può essere conservato per lunghi periodi.
Tuttavia i preparati a fresco possono essere colorati. In questo tipo di preparati possono essere osservati microorganismi ancora vivi.